# Vlajka Rovníkové Guiney

Vlajka Rovníkové Guiney
Poměr stran: 2:3

Vlajka Rovníkové Guiney byla přijata 21. srpna 1979, ale jde o vlajku poprvé přijatou 12. října 1968. Vlajku o poměru stran 2:3 tvoří tři vodorovné pruhy v barvách zelené, bílé a červené a u žerdi situovaný klín světle modré barvy, jehož výška (vzdálenost vrcholu od žerdi) je rovna šířce pruhů (1/3 šířky vlajky). Uprostřed vlajky se nachází státní znak Rovníkové Guiney. Ten obsahuje šest hvězd, strom (Vlnovec pětimužný) a motto země: UNIDAD • PAZ • JUSTICIA (Jednota, mír, spravedlnost).
Zelená barva na vlajce symbolizuje přírodní zdroje, zemědělství a džungli, bílá barva mír, červená boj za nezávislost země a modrá oceán. Šest hvězd ve znaku představují zemi na africkém kontinentu a pět ostrovů (provincií) v době vzniku vlajky.
Neoficiálně se užívá i vlajka bez znaku, která je označována jako vlajka národní či obchodní.

## Historie
Rovníková Guinea leží v západní Africe u Guinejského zálivu. Země je rozdělena na pevninskou (93 % plochy státu) a ostrovní část. Pevninská část se nazývá Rio Muni (dříve Mbini). Druhou část republiky představují ostrovy, z nichž největší jsou Bioko (dříve Fernando Pó), na němž leží hlavní město Malabo a ostrov Annobón (dříve Pagalu). Ostrov Bioko roku 1472 objevil při hledání cesty do Indie portugalský mořeplavec Fernão do Pó a byl po něm pojmenován. Na konci 15. století byl ostrov spolu s ostrovem Pagalu a pevninskou částí kolonizován Portugalci. Roku 1778 bylo toto území postoupeno Španělům výměnou za území v Jižní Americe. Prokazatelně prvními vlajkami na území Rovníkové Guiney byly od roku 1785 vlajky španělské.
V letech 1827 až 1858 byl ostrov Fernando Pó spravován Brity a na ostrově vlály britské vlajky.
V roce 1844 Španělsko anektovalo pevninskou část a pojmenovalo ji Rio Muni. 9. května 1885 bylo spolu s ostrovy Fernando Pó, Corisco a Elobey začleněno do protektorátu Španělská území v Guinejském zálivu. 27. června 1900 byla v Paříži podepsána smlouva mezi Francií a Španělskem o hranicích nově vzniklé španělské kolonie Rio Muni. 11. srpna 1926 byla z kolonie Rio Muni spojením s ostrovy Fernando Pó a Pagalu vytvořena kolonie Španělská Guinea. Žádná z těchto španělských území neužívala vlastní vlajku, byly užívány pouze španělské vlajky z roku 1785.
Od 27. dubna 1931 se ve Španělské Guineji vyvěšovaly vlajky Druhé španělské republiky. Po skončení Španělské občanské války a nastolení Frankismu se od 1. dubna 1939 užívat nová vlajka, která se od 11. října 1945 znovu změnila.

Španělská vlajka Rovníkové Guiney (1785–1827/1931) Poměr stran: 2:3
Vlajka Spojeného království ostrova Fernando Pó (1827–1858) Poměr stran: 1:2
Španělská vlajka Rovníkové Guiney (1931–1939) Poměr stran: 3:5
Španělská vlajka Rovníkové Guiney (1939–1945) Poměr stran: 2:3
Španělská vlajka Rovníkové Guiney (1945–1968) Poměr stran: 2:3

12. října 1968 byla vyhlášena Republika Rovníková Guinea. Vlajkou nového státu se stal list se třemi vodorovnými pruhy: zeleným, bílým a červeným. U žerdi byl umístěn světle modrý klín, jehož výška (vzdálenost vrcholu od žerdi) byla rovna šířce pruhů (1/3 výšky vlajky). Podle jiných zdrojů byla tato vzdálenost 1/4 délky vlajky. Oproti zobrazené vlajce má vlajka ve zdroji světlejší barvu klínu. Poměr stran vlajky byl přibližně 2:3. Zelená barva symbolizovala rostliny, červená boj za svobodu a bílá představovala mír. Modrý klín symbolizoval moře, spojující pevninu Rovníkové Guiney s přilehlými ostrovy.
12. října  1969 (přesně po roce) byl do bílého pruhu umístěn státní znak. Podle některých zdrojů měl, pro lepší rozlišení, štít znaku na vlajce žlutou barvu. (není obrázek)
V souvislosti se zavedením nového státního znaku v polovině sedmdesátých let (osobním symbolem prvního prezidenta a diktátora Francisca Macíase Nguema byl červený kohout) byla upravena i vlajka, vyměněn byl znak na vlajce a poměr stran vlajky byl změněn na 5:8. Datum této změny je však nejistý, uvedený zdroj uvádí roky 1972, 1973, 1975 a 1978. Stejný zdroj uvádí možné užívání vlajky bez znaku v letech 1976–1977.
Po svržení diktátora Nguemy 3. srpna 1979 byla Rovníková Guinea řízena Nejvyšší vojenskou radou, která 21. srpna 1979 znovuzavedla státní vlajku z roku 1969, která se užívá dodnes. 

Vlajka Rovníkové Guiney (1968–1969) Poměr stran: 2:3
Vlajka Rovníkové Guiney (1969–1973?), shodná se současnou Poměr stran: 2:3
Vlajka Rovníkové Guiney (1973–1979) Poměr stran: 5:8

## Další vlajky
Bubiové na ostrově Bioko používají zeleno-červeně pruhovanou vlajku s modrým karé ve kterém jsou umístěny tradiční symboly v bílém trojúhelníku.

Vlajka Bubiů na ostrově Bioko

## Vlajky provincií Rovníkové Guiney

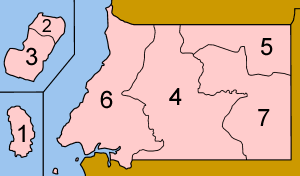
Provincie Rovníkové Guiney

Rovníková Guinea je administrativně rozdělena do 7 provincií. Zda všechny, nebo alespoň některé, provincie užívají vlastní vlajku je ale nejasné.